# David Manga
David Manga Lembe (Parigi, 3 febbraio 1989) è un ex calciatore centrafricano, di origini camerunesi, di ruolo centrocampista.

## Carriera

### Club
Comincia a giocare nelle giovanili del Paris Saint-Germain. Nel 2007 passa all'Eisenstadt. Nel 2008 si trasferisce al Monaco 1860 II. Nel 2011 viene aggregato alla prima squadra del Monaco 1860. Nel 2011 viene acquistato dal Partizan. Nel 2012 viene ceduto in prestito all'Hapoel Ramat Gan. Nel 2013 si trasferisce all'Ironi Kiryat Shmona. Il 15 febbraio 2016 viene ufficializzato il suo passaggio al Târgu Mureș. Il 26 agosto 2016 firma un contratto con il Beroe. Il 29 gennaio 2017 viene ufficializzato il suo passaggio all'Hapoel Ashkelon.

### Nazionale
Debutta in nazionale il 10 ottobre 2010, in Repubblica Centrafricana-Algeria. Mette a segno la sua prima rete con la maglia della nazionale il 15 giugno 2012, in Egitto-Repubblica Centrafricana.

## Palmarès

### Club

#### Competizioni nazionali
- Campionato serbo: 1

Partizan: 2011-2012